# Линь, Бриджит
Бриджит Линь Цинся (англ. Brigitte Lin, кит. трад. 林青霞, пиньинь Lín Qīngxiá ; род. 3 ноября 1954 в Цзяи, Тайвань) — тайваньская актриса.

## Биография
Бриджит Линь родилась 3 ноября 1954 года в Цзяи, Тайвань.
В детстве посещала школу Jin Ling Girls Middle School. В 1972 году в возрасте 18 лет её заметил на улице Тайбея кинопродюсер и предложивший ей главную роль в тайваньском фильме «За окном». Роль в этом фильме принесла ей известность.
В период с 1972 по 1979 год она снялась в 55 фильмах. При этом Бриджит практически всегда играла романтических героинь любовных историй. В 1979 году она уезжает в США на полтора года, чтобы закончить обучение в колледже.
В 1980-х годах карьера Бриджит Лин начинает развиваться в Гонконге. Она начинает сниматься в боевиках с популярными актёрами: Джеки Чан («Полицейская история»), Юань Бяо и Саммо Хун («Зу: Воины с Волшебной горы»), Джордж Лам («Все эти неправильные шпионы»), Алан Там («Другая сторона джентльмена»), Чоу Юн-Фат («Влюблённые в мечты»).
На 1980-е — начало 1990-х годов приходится пик популярности актрисы. Она становится лауреатом Золотой лошади за фильм «Красная пыль». А также получает 4 номинации Гонконгской кинопремии.
На пике своей популярности Бриджит Линь была одной из самых востребованных актрис азиатской киноиндустрии. Она снялась более чем в 100 фильмах. Она прославилась тем, что в 1970-х годах способствовала росту кинопроизводства на Тайване, а в 1990-х годах завоевала ещё большую популярность в Гонконге, став легендой своего времени за пределами острова.

## Личная жизнь
В 1994 году Бриджит выходит замуж за гонконгского бизнесмена Майкла Инга и принимает решение уйти из киноиндустрии.
У пары рождаются две дочери — Ой Лам Ин (1996) и Инь Ой Ин (2001).

## Избранная фильмография
| Год  |   | Русское название                     | Оригинальное название                | Роль                                          |
| ---- | - | ------------------------------------ | ------------------------------------ | --------------------------------------------- |
| 2001 | ф | Пионовая беседка                     | You yuan jing meng                   | рассказчик                                    |
| 1994 | ф | Красавчик                            | Mei shao nian zhi lian               | рассказчик                                    |
| 1994 | ф | Чунгкингский экспресс                | Chung Hing sam lam                   | женщина в парике                              |
| 1994 | ф | Мелодия смерти                       | Luk chi kam moh                      | Снег                                          |
| 1994 | ф | Хроники драконов: Девы небесной горы | San tin lung bat bo: Tin San Tung Lo | Ли Чжоу-Шуй / Ли Чонг-Хой                     |
| 1994 | ф | Огненный Дракон                      | Fo wan jun kei                       | Огненный Дракон                               |
| 1994 | ф | Три меченосца                        | Dao, jian, xiao                      | Мин Ян                                        |
| 1994 | ф | Прах времён                          | Dung che sai duk                     | Мужун Ян, Мужун Инь                           |
| 1993 | ф | Герои, стреляющие по орлам           | Se diu ying hung: Dung sing sai jau  | Третья Принцесса                              |
| 1993 | ф | С парнями просто                     | Jui nam chai                         | Чин Суи Тан                                   |
| 1993 | ф | Воины Черного Гепарда                | Hak pau tin ha                       | Чин чин                                       |
| 1993 | ф | Невеста с белыми волосами 2          | Bak fat moh lui zyun II              | Лиан Ничанг                                   |
| 1993 | ф | Невеста с белыми волосами            | Bai fa mo nu zhuan                   | Лиан Ничанг                                   |
| 1992 | ф | Фехтовальщик 3                       | Dung Fong Bat Bai: Fung wan joi hei  | Тунфон Патпай                                 |
| 1992 | ф | Таверна Дракона                      | San lung moon hak chan               | Яу Моуинь                                     |
| 1992 | ф | Легенда о фехтовальщике              | Siu ngo gong woo: Dung Fong Bat Bai  | Тунфон Патпай                                 |
| 1992 | ф | Тайная любовь                        | An lian tao hua yuan                 | Юн Жифан                                      |
| 1992 | ф | Родные братья                        | Jueh doi shuen giu                   | Ева Мур                                       |
| 1992 | ф | Королевский бродяга 2                | Luk ting kei II: San lung gau        | Со Чуэн / Божественная Леди из секты Драконов |
| 1992 | ф | Королевский бродяга                  | Luk ding gei                         | Со Чуэн / Божественная Леди из секты Драконов |
| 1990 | ф | Клубится багровая пыль               | Gun gun hong chen                    | Шэнь Шаохуа                                   |
| 1989 | ф | Сеть обмана                          | Jing hun ji                          | Джейн Лин                                     |
| 1988 | ф | Сияющий в ночи                       | Jin ye xing guang can lan            | К Цай-Мэй                                     |
| 1987 | ф | Тридцать миллионов долларов          | Wang choi sam sap man                | сестра Мария                                  |
| 1987 | ф | Женщина в чёрном                     | Duet ming ga yan                     | Леунг Мэй-Фунг                                |
| 1986 | ф | Любители мечты                       | Mung chung yan                       | Чунг Юэт-Хынг                                 |
| 1986 | ф | Блюз пекинской оперы                 | Do ma daan                           | Чхоу Вань                                     |
| 1985 | ф | Полицейская история                  | Ging chaat goo si                    | Селина Фон                                    |
| 1984 | ф | Другая сторона джентльмена           | Gwan ji ho kau                       | Джо Джо                                       |
| 1983 | ф | Отряд с фантастической миссией       | Mi ni te gong dui                    | Лэй Ли                                        |
| 1983 | ф | Зу: Воины с Волшебной горы           | Shu Shan - Xin Shu shan jian ke      | Ледяная Королева                              |
| 1983 | ф | Шпионы по ошибке                     | Ngoh oi Yei Loi Heung                | Бриджит                                       |
| 1983 | ф | Одинокий воин ниндзя                 | Wu ye lan hua                        | Чёрная Лисица                                 |
| 1982 | ф | Коммандос Золотых королев            | Hong fen bing tuan                   | Чёрная Лисица                                 |
| 1982 | ф | Розовые коммандос                    | Gong fen you xia                     | Джекел                                        |
| 1981 | ф | Любовная резня                       | Ai sha                               | Иви                                           |
| 1981 | ф | Женщины-солдаты                      | Zhong guo nu bing                    | Вэнь Цзиньи                                   |
| 1979 | ф | Вперёд, к успеху!                    | Cheng gong ling shang                |                                               |
| 1978 | ф | Любовь Белой Змеи                    | Zhen bai she zhuan                   | Белая Змея                                    |
| 1976 | ф | Восемьсот героев                     | Ba bai zhuang shi                    | Ян Хуэйминь                                   |
| 1975 | ф | Однажды он полюбил слишком многих    | Shui yun                             | Шуай Цзяо                                     |
| 1974 | ф | Подруга                              | Nu peng you                          | Ся Сяо-цан                                    |
| 1973 | ф | За окном                             | Chuang wai                           | Цзян Яньжун                                   |